# Фламандський морський інститут
51°14′01″ пн. ш. 2°55′47″ сх. д. / 51.233483° пн. ш. 2.929591° сх. д.
Фламандський морський інститут (нід.: Vlaams Instituut voor de Zee, VLIZ) — науковий інститут морських досліджень у Фландрії на півночі Бельгії.
Фламандський уряд заснував інститут у 1999 році у співпраці з провінцією Західна Фландрія та Фондом наукових досліджень. VLIZ займається дослідженням океанів, морів, узбережжя та лиманів.
VLIZ є оператором морського науково-дослідного судна RV Simon Stevin.
VLIZ також розробляє системи даних, продукти, технології та інфраструктуру. Він збирає та використовує зростаючий обсяг морських даних на користь дослідників, політиків та промисловості. У партнерстві з фламандськими дослідницькими групами він розробляє постійні вимірювальні мережі на морі. Інститут розробив і створив онлайн-базу World Register of Marine Species і відповідні таксономічні підреєстри (включаючи Глобальну базу даних складноцвітих), а також підтримує Реєстр морських і неморських родів, а також об'єкт моніторингу Глобальної системи спостереження за рівнем моря. У листопаді 2011 року VLIZ був офіційно визнаний Всесвітнім центром даних Міжнародною радою з науки (ICSU), що базується в Парижі.
VLIZ управляє колекцією морської наукової літератури у Фландрії та робить її доступною для громадськості через свою бібліотеку. Відкритий морський архів дозволяє дистанційно безкоштовно переглядати десятки тисяч публікацій. Крім того, VLIZ ініціює та проводить дослідження у співпраці та взаємодоповнюванні з фламандськими та міжнародними морськими дослідницькими групами, наприклад, з Університетом Літораль-Кот-д'Опаль (ULCO). VLIZ розробляє продукти та послуги для спільноти морських дослідників та політиків. VLIZ ініціює, просуває та підтримує мультидисциплінарні дослідження, щоб заповнити прогалини в знаннях і створити основу для морської політики. Це робиться у співпраці з фламандським морським дослідницьким співтовариством. Нарешті, інформаційний офіс сприяє розширенню знань про океани через популярну науку.